# El Palo Alto

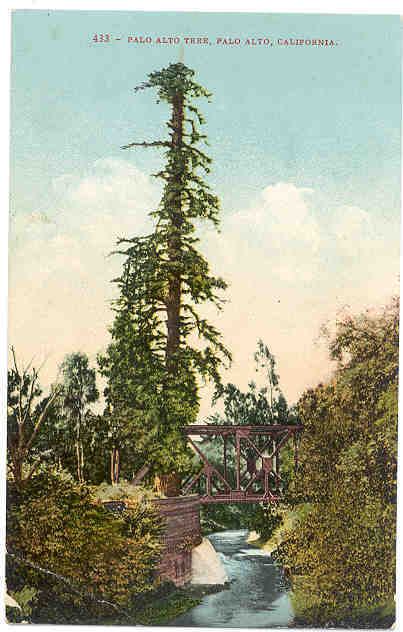
El Palo Alto, circa 1910. La vremea respectivă, copacul avea o stare de sănătate relativ slabă din cauza funinginii provenite de la trenurile pe cărbune, după cum se observă din coronamentul relativ subțire.

El Palo Alto (în spaniolă, însemnând „stâlpul înalt” sau „parul înalt”) este un arbore sequoia de coastă (Sequoia sempervirens) situat în parcul El Palo Alto de pe malul pârâului San Francisquito din Palo Alto, California, Statele Unite. Este renumit pentru semnificația sa istorică și ca omonim al orașului Palo Alto.
În iulie 2016, El Palo Alto măsura 33,5 metri înălțime, față de 49,4 metri în 1814. Vârful său a murit progresiv din 1865 până în 1955 din cauza coborârii nivelului freatic, astfel încât rădăcinile sale nu mai puteau ajunge la apă. Arborele reper are un diametru de 2,3 metri și are o coroană de 12 metri. În 1955, a fost efectuată o evaluare a vârstei copacului folosind un burghiu Pressler, iar astfel a fost stabilit că arborele avea exact 1.015 ani. El Palo Alto avea inițial 3 trunchiuri. Nu se știe ce s-a întâmplat cu primul trunchi. În prezent există ca ciot atașat de trunchiului actual. Al doilea trunchi a căzut în 1886, tot din motive necunoscute.

## Istoric
Arborele are 2,3 metri în diametru și are o coroană de 12 metri. În 1955, George Wood a folosit un burghiu Pressler pentru a evalua vârsta copacului, care a fost stabilită cu exactitate la 1.015 ani. George Hood a amenajat, de asemenea, conducte pentru a furniza ceață vârfului copacului. „El l-a numit planul 'Păcălește Sequoia'”, a spus David Dockter, un arborist pensionar al orașului, care a ajutat la îngrijirea copacului timp de mai bine de două decenii și care continuă să monitorizeze sănătatea acestuia. „Arborii sequoia beau atât prin coroană, cât și prin rădăcinile lor, și el a vrut să păcălească sequoia în a crede că se află pe coastă, primind o gură de apă în fiecare zi când venea ceața".
O linie de cale ferată trece încă lângă copac. Trenurile nu mai sunt trase de locomotive cu aburi pe cărbune. În 2021, acestea sunt trenuri diesel. Există planuri de a le înlocui cu trenuri electrice până în 2024, care ar putea oferi copacului un aer mai curat.
El Palo Alto avea inițial 3 trunchiuri. Nu se știe ce s-a întâmplat cu primul trunchi, care rămâne atașat de trunchiul actual ca o cioată. Al doilea trunchi a căzut în 1886, tot din motive necunoscute.

## Sănătatea copacului și conservare

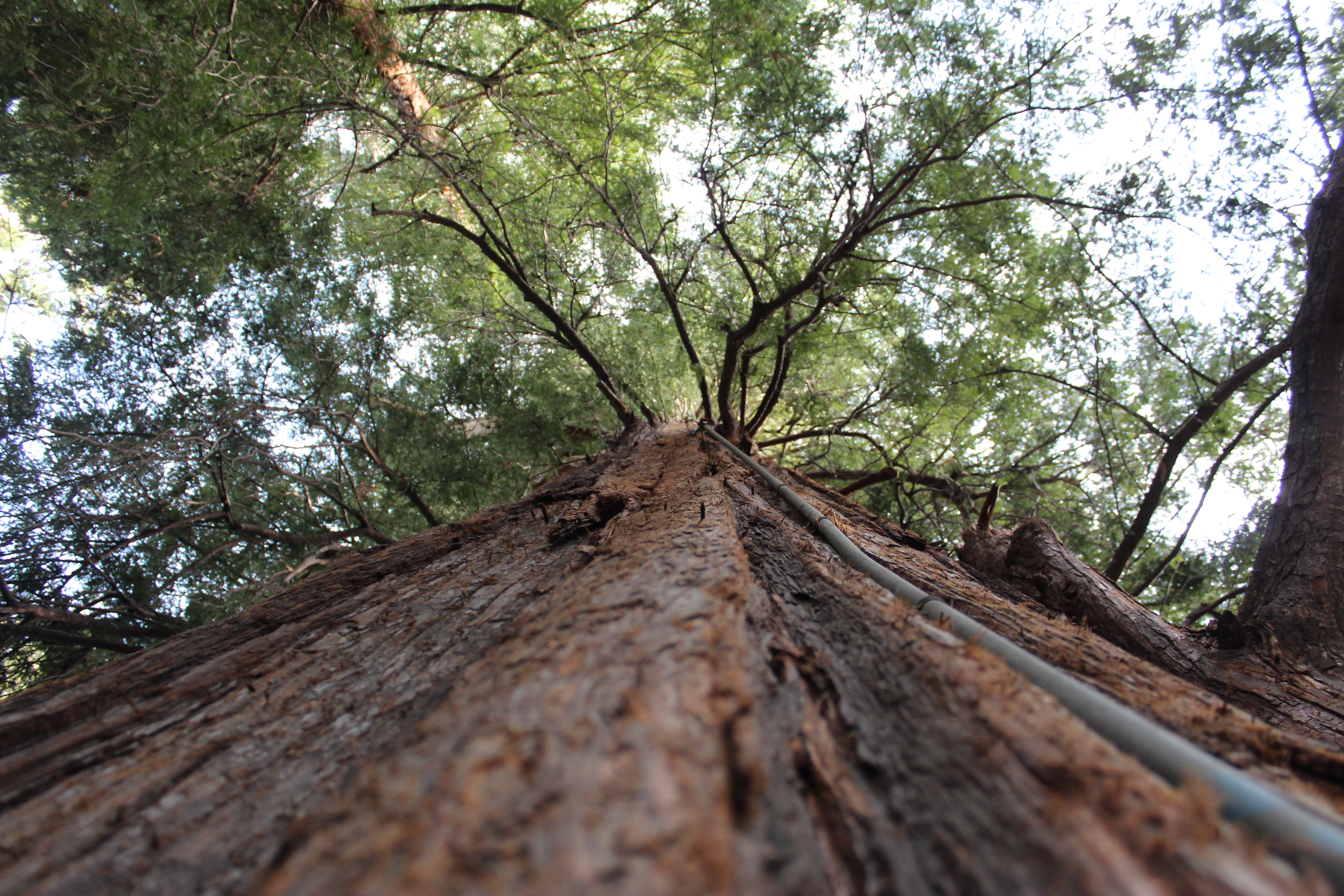
Sistem de irigații pentru El Palo Alto

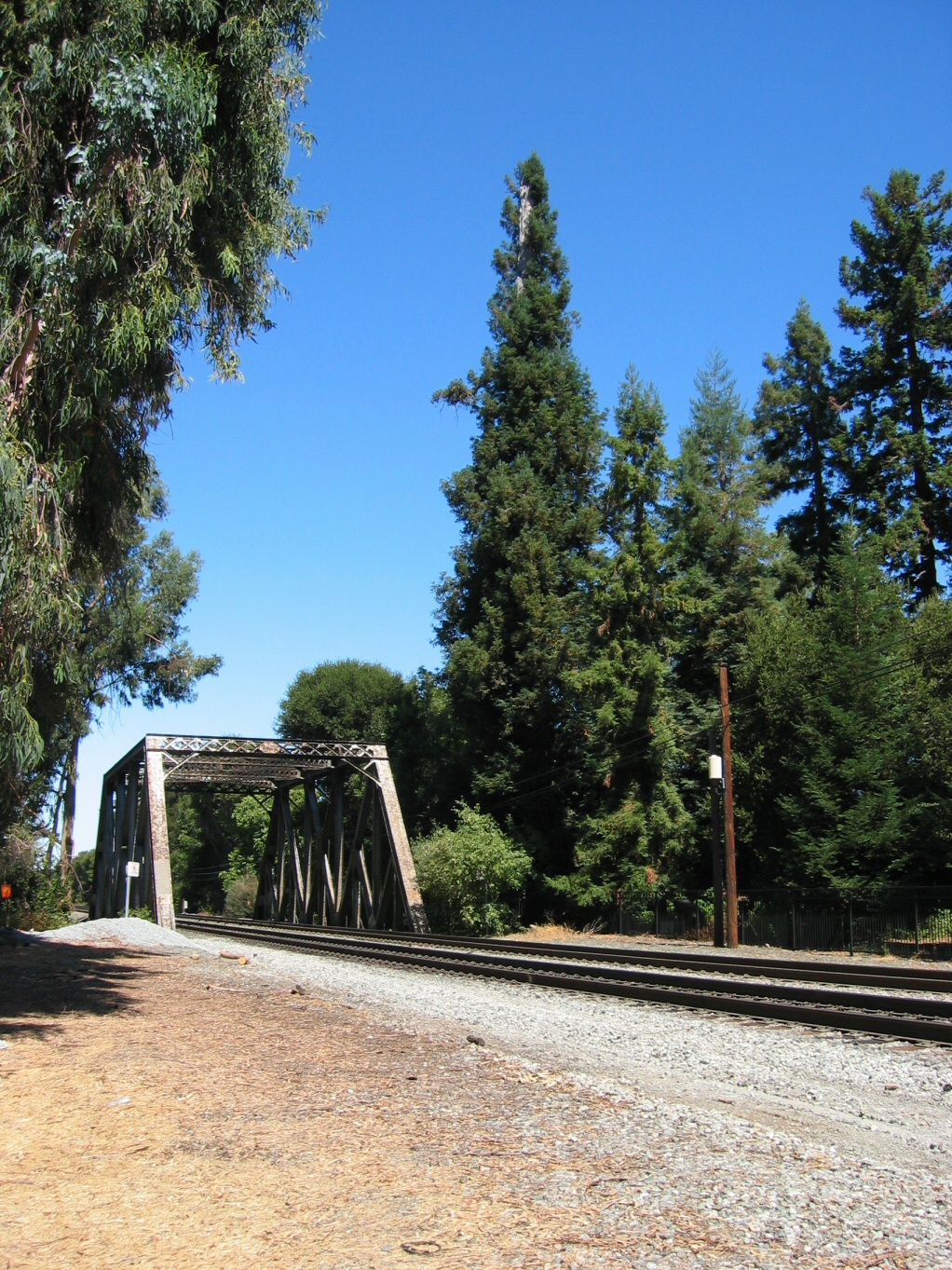
El Palo Alto, circa 2004

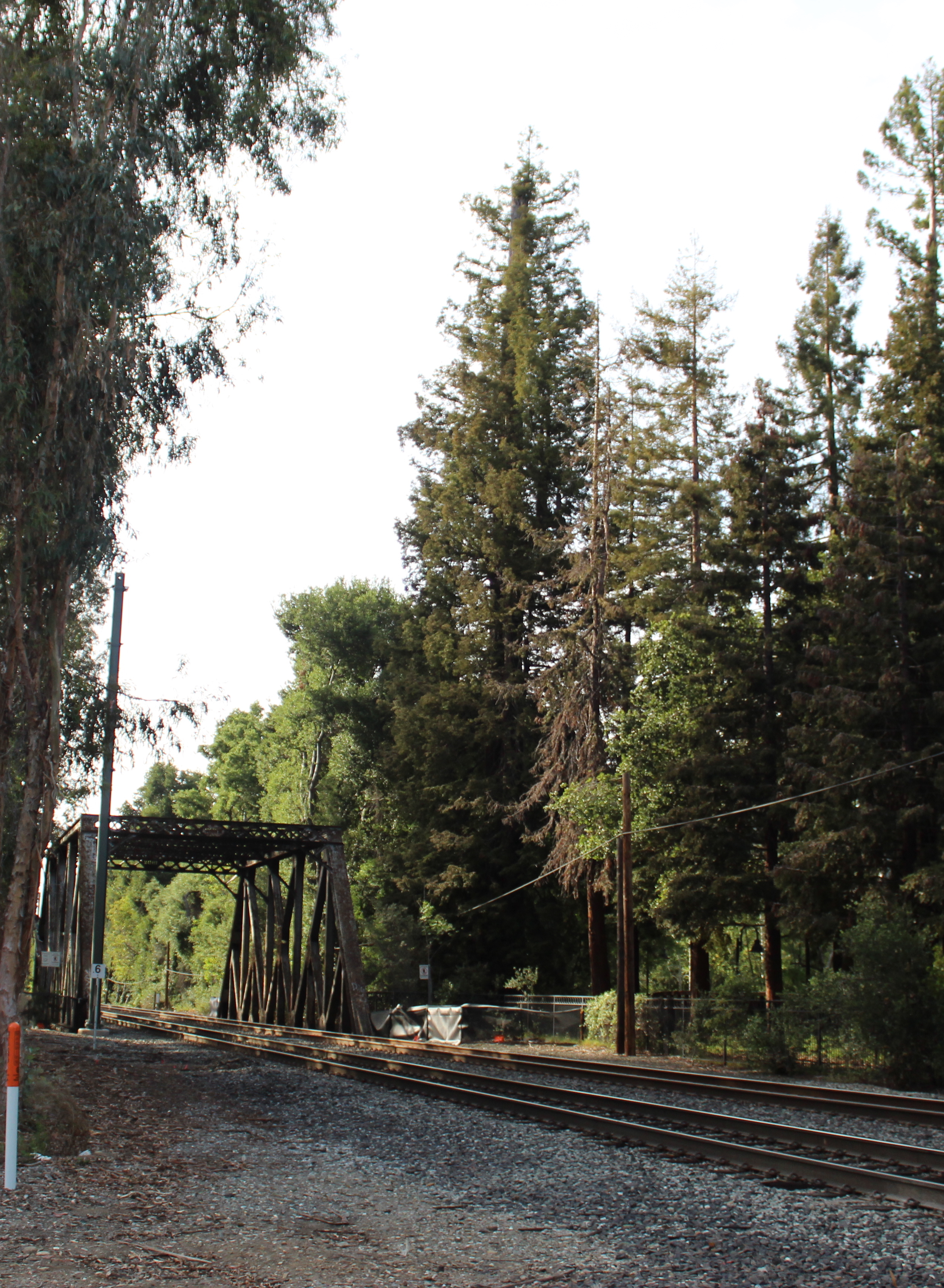
El Palo Alto, mai 2020

Cauzele declinului copacului au fost atribuite funinginii produse de locomotivele pe cărbuni și coborârii nivelului freatic produs de fântânile din livada din apropiere, inclusiv Fântâna Turnului din 1912 aflată la două străzi distanță. În anii 1960, pânza freatică era atât de scăzută încât apa sărată pătrundea în puțurile din apropiere. El Palo Alto nu a putut ajunge la aceste ape subterane adânci, deoarece rășinoasele au de obicei rădăcini puțin adânci.
La mijlocul anilor 1960, arborele se afla într-o stare avansată de degradare, ceea ce a dus la moartea succesivă a vârfului, până când pânza freatică a început să se refacă la sfârșitul anilor 1990. Eforturile de restabilire a sănătății copacului de către Southern Pacific Railroad, orașul Palo Alto și localnici au inclus tăierea progresivă a vârfului mort, adăugarea de sol și mulci la baza copacului, îndepărtarea crengilor moarte, pulverizarea de pesticide și instalarea unei conducte pe trunchiul său pentru a produce ceață în vârf. Deși arborele de azi măsoară doar 68% din înălțimea sa anterioară, sănătatea sa este mult mai bună decât în urmă cu aproape un secol.
O evaluare horticolă a lui El Palo Alto din 1999, efectuată în conformitate cu Ghidul pentru evaluarea plantelor autorizat de Consiliul Evaluatorilor de Arbori și Peisaje și publicat de Societatea Internațională de Arboricultură, a estimat valoarea arborelui la 55.600 de dolari americani, dar adevărata valoare a arborelui este mai presus de bani și acesta a fost descris astfel: „sequoia El Palo Alto este considerat o resursă naturală neprețuită - și de neînlocuit în caz de pierdere”.
În 2004, puieți din El Palo Alto au fost plantați în pepinierele de arbori istorici ai pădurilor americane din Jacksonville, Florida.
Arborele a fost vopsit cu graffiti în august 2010, dar ulterior a fost curățat.